# Speirantha gardenii
Speirantha gardenii är en sparrisväxtart som först beskrevs av William Jackson Hooker, och fick sitt nu gällande namn av Henri Ernest Baillon. Speirantha gardenii ingår i släktet Speirantha och familjen sparrisväxter. Inga underarter finns listade i Catalogue of Life.